# 2004 في أوكرانيا
فيما يلي قوائم الأحداث التي وقعت خلال عام 2004 في أوكرانيا.

## أحداث
- 22 نوفمبر – ثورة برتقالية

## سياسة

### تعيين في المنصب
- 7 ديسمبر – ميكولا أزاروف رئيس وزراء أوكرانيا.
- 28 ديسمبر – فيكتور يانوكوفيتش رئيس وزراء أوكرانيا.

### انتهاء فترة المنصب
- 7 ديسمبر – فيكتور يانوكوفيتش رئيس وزراء أوكرانيا.
- 28 ديسمبر – ميكولا أزاروف رئيس وزراء أوكرانيا.

## وفيات

### أبريل
- 19 أبريل – فلاديمير كابليتشني (مواليد 1944) لاعب كرة قدم أوكراني.

### نوفمبر
- 12 نوفمبر – ستانيسلاف سكالسكي (مواليد 1915)[1]